# Mölsheim
Mölsheim (mundartlich: Melsem) ist eine Ortsgemeinde im Landkreis Alzey-Worms in Rheinland-Pfalz. Sie gehört der Verbandsgemeinde Monsheim an.

## Geographie
Mölsheim liegt auf einem Höhenzug in 300 m ü. NHN über der Pfrimm und bildet das östliche Tor zum Zellertal.

## Geschichte
Die älteste erhaltene Erwähnung von Mölsheim – als Milbisheim – stammt von 1237. Allerdings reichen Bodenfunde bis in die Neusteinzeit zurück. Der Ort war lange Zeit im Besitz des Klosters Hornbach, das dort eine Schaffnerei errichtete, die heute noch als wuchtiges Bauwerk beeindruckt. Die im Kern barocke Hofanlage ist von hohem Bruchsteinmauerwerk umgeben, die Wirtschaftsgebäude sind mit 1714 und 1771 bezeichnet. Der Pavillon im Garten ist mit der Jahreszahl 1774 bezeichnet. Im Zuge des Niedergangs der Bedeutung von Hornbach verkaufte der letzte Abt des Klosters, Johann von Kindhausen, 1512 die Hälfte des Dorfes an Kurfürst Ludwig V. von der Pfalz. Die dem Kloster verbliebene Hälfte fiel 1557 bei Aufhebung des Klosters im Zuge der Reformation an Pfalz-Zweibrücken. Auch das Kloster Otterberg war im Ort begütert.
1930 wurde bei Mölsheim die Filigranscheibenfibel aus Mölsheim aus dem 7. Jahrhundert gefunden. Diese Fibel zählt zu den am reichsten verzierten Fibeln der Epoche. Ein Bauer entdeckte sie im Jahr 1930 bei Rodungsarbeiten auf seinem Weinberg in der Mölsheimer Gemarkung. Die aus merowingischer Zeit stammende Mölsheimer Goldscheibenfibel wird im Hessischen Landesmuseum Darmstadt ausgestellt.

## Politik

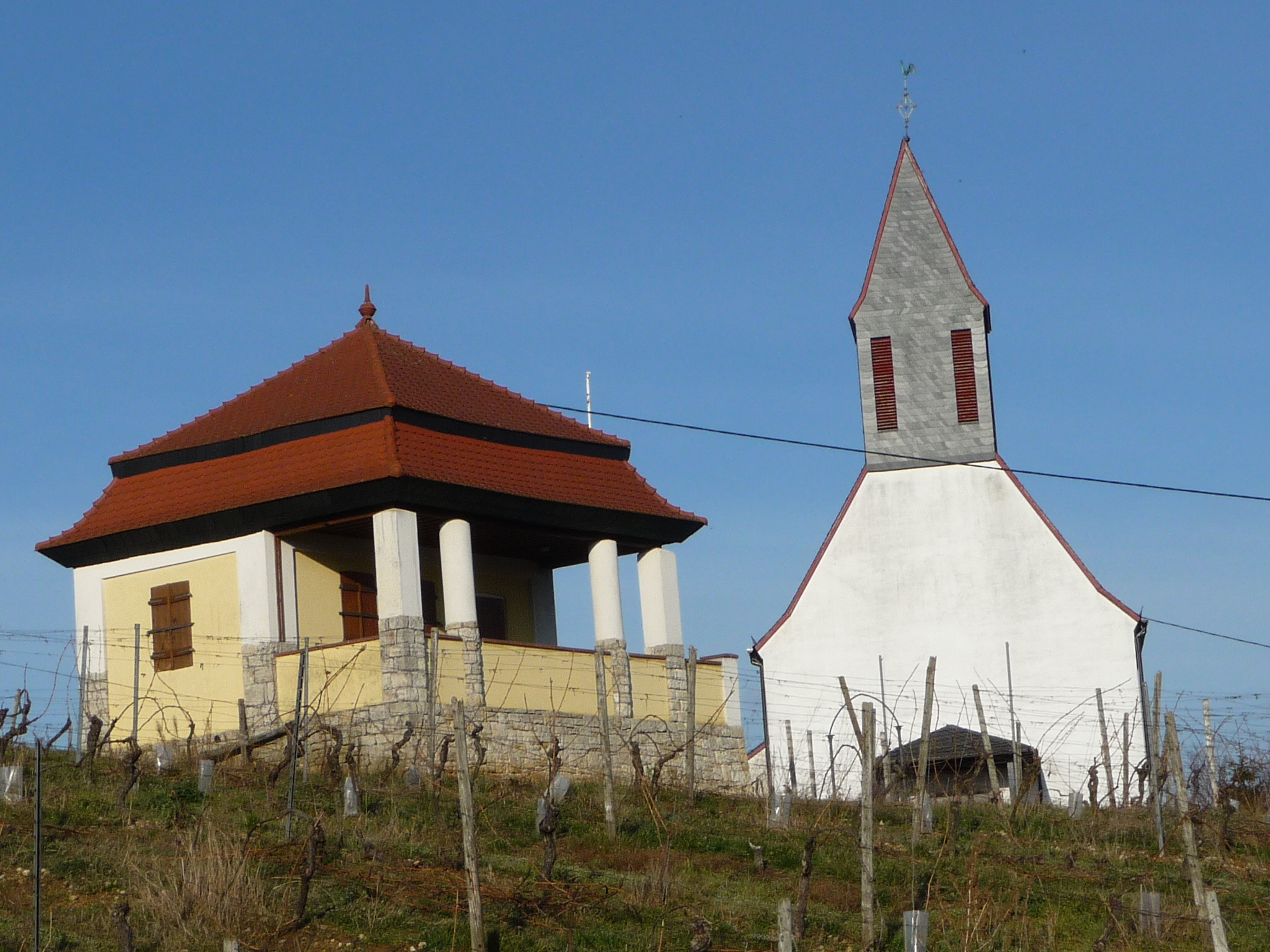
Weinpavillon und St. Ägidius

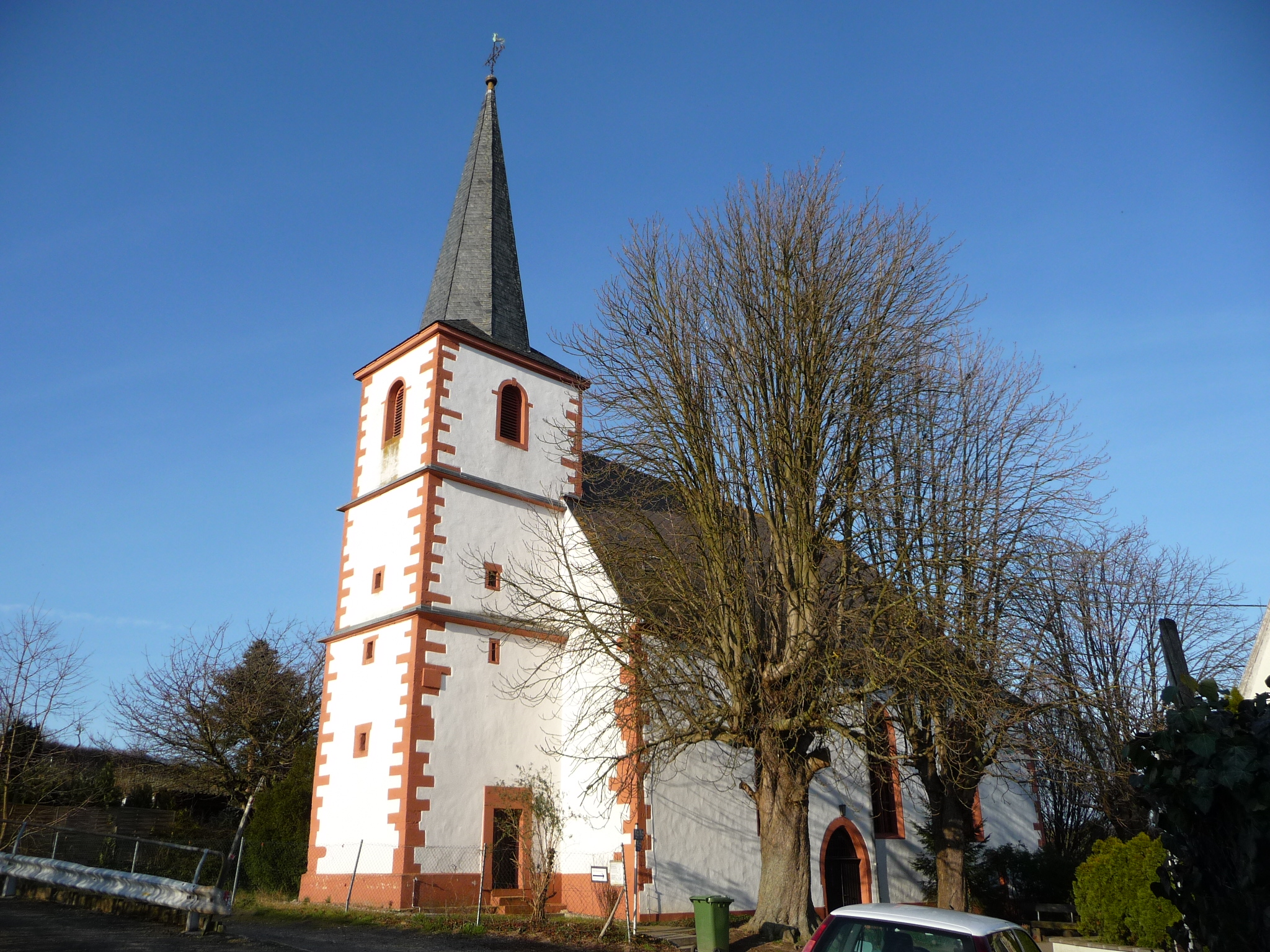
Kirche

### Gemeinderat
Der Gemeinderat in Mölsheim besteht aus zwölf Ratsmitgliedern, die bei der Kommunalwahl am 9. Juni 2024 in einer personalisierten Verhältniswahl gewählt wurden, und dem ehrenamtlichen Ortsbürgermeister als Vorsitzendem.
Die Sitzverteilung im Gemeinderat:
| Wahl | SPD | CDU | FWG | WGH | WGL | WGW | WGK | Gesamt   |
| ---- | --- | --- | --- | --- | --- | --- | --- | -------- |
| 2024 | –   | –   | 4   | –   | –   | –   | 8   | 12 Sitze |
| 2019 | –   | –   | 5   | –   | 3   | 4   | –   | 12 Sitze |
| 2014 | 5   | 3   | –   | 1   | 3   | –   | –   | 12 Sitze |
| 2009 | 7   | 2   | 1   | 2   | –   | –   | –   | 12 Sitze |
| 2004 | 6   | 3   | –   | 3   | –   | –   | –   | 12 Sitze |

- WGH = Wählergruppe Herz
- WGL = Wählergruppe Lusiardi
- WGW = Wählergruppe Wilding
- WGK = Wählergruppe Kniel

### Bürgermeister
Maximilian Kniel wurde am 3. Juli 2024 Ortsbürgermeister von Mölsheim. Bei der Direktwahl am 9. Juni 2024 war er als einziger Bewerber mit einem Stimmenanteil von 90,9 % für fünf Jahre gewählt worden.
Amtsträger seit 1905:
- 1905–1920 Christian Möllinger, ihn vertraten im Ersten Weltkrieg Georg Ermarth und Carl Würth
- 1920–1925 Peter Spindler
- 1925–1945 Albert Uhinck
- 1945–1972 Adolf Weiß
- 1972–1984 Reichard Jung
- 1984–1999 Josef Ehrhardt (CDU)
- 1999–2014 Helge Wilding (SPD)
- 2014–2024 Sascha Wötzel (SPD)
- seit 202400 Maximilian Kniel

### Wappen
| Wappen von Mölsheim | Blasonierung: „Geteilt und unten gespalten; oben in Silber ein schwarzes Kreuz, unten rechts in Schwarz drei schreitende goldene Löwen, rot bezungt und rot bewehrt, unten links Weiß und Blau gerautet.“ |
| Wappen von Mölsheim | |

## Verkehr
Die Gemeinde wird durch die Buslinie 921 bedient, die eine stündliche Verbindung zu den Bahnhöfen in Monsheim und Kirchheimbolanden herstellt. Seit 2024 verkehrt die neue Buslinie 439, die die Dörfer der Verbandsgemeinde Monsheim, darunter auch Mölsheim, miteinander verbindet.

## Feste
Seit alter Zeit wird einmal im Jahr die „Melsemer Kerb“ (Kirchweih) am Wochenende nach Ägidius, dem Patron der Kirche, gehalten. Dies wird am ersten Wochenende im September gefeiert. Traditionell beginnt die Kerb samstags mit der Eröffnung durch die Kerwejugend. Sonntags erfolgt ein Umzug durchs Dorf, die Kerb endet montags abends.
Als ein Lehrer fragte, welches die heiligen Feste des Jahres in Mölsheim seien, antwortete ein Junge: „Die heilig Kerb unn die heilig Sauschlacht!“ Ausgangs des 19. Jahrhunderts wurde in den Sälen Dauscher und Klöter zum Tanz eingeladen. Den Kerweborsch, die den Kerwestrauss gesteckt und geschmückt hatten, wurden die ersten Tänze zugesprochen.

## Personen aus Mölsheim
Die Rheinhessische Weinkönigin 2018/2019 Anna Göhring stammt aus Mölsheim.